# Barentskooperation

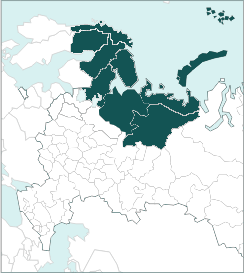
Die Barentsregion

Die Barentskooperation (englisch Barents Euro-Arctic Cooperation) ist eine am 11. Januar 1993 im norwegischen Kirkenes von Finnland, Norwegen, Russland und Schweden geschlossene formelle Vereinbarung über die Zusammenarbeit im Gebiet der nordpolaren Barentssee. Die Kooperation umfasst drei Ebenen: den Euro-arktischen Barentssee-Rat (englisch Barents Euro-Arctic Council, BEAC) eine intergouverelles Forum, den interregionalen Barents-Regional-Rat (englisch Barents Regional Council, BRC) und die Arbeitsgruppe der indigenen Völker der Barents-Region (englisch Working Group of Indigenous People, WGIP).

## Inhalt
Das Kooperationsabkommen betrifft einerseits den Komplex Umweltschutz; so liegen auf dem Grund der Barentssee große Mengen Atommüll, den die Marine der ehemaligen Sowjetunion dort weitgehend ungesichert versenkt hat (darunter auch U-Boote mit Nuklearantrieb). Andererseits soll die Zusammenarbeit bezüglich der wirtschaftlichen Aktivitäten in der Region forciert werden; so geht es hierbei vor allem um die Ausbeutung der ergiebigen Gasfelder unter dem betreffenden Meeresgebiet sowie um die Erschließung der Bodenschätze auf der Kolahalbinsel. Weitere Felder der Kooperation umfassen die Bereiche Wissenschaft und Technik, regionale Infrastruktur, indigene Völker und kulturelle Beziehungen sowie den Tourismus in der Region.

## Euro-arktischer Barentssee-Rat
Neben den vier Staaten mit Gebieten in der Barents-Region Finnland, Norwegen, Russland und Schweden sind Dänemark, Island und die Europäische Kommission Vollmitglieder. Deutschland, Frankreich, Italien, Japan, Kanada, die Niederlande, Polen, das Vereinigte Königreich und die Vereinigten Staaten haben Beobachterstatus. Der Vorsitz des Rates wechselt im Zwei-Jahres-Turnus zwischen Norwegen, Finnland, Russland und Schweden.
Die europäischen Länder suspendierten die Zusammenarbeit nach „eklatanten Verstößen gegen das Völkerrecht“ durch den russischen Überfall auf die Ukraine am 9. März 2022. Nur vier Monate zuvor hatte der russische Außenminister Lawrow die Einzigartigkeit und den hohen Stand dieser Zusammenarbeit betont, und dass sie auf andere Gebiete ausgedehnt werden sollte. Beim letzten gemeinsamen Barents-Spektakel hätte sich auch niemand vorstellen können, dass „Propaganda töten könnte“.

## Barents-Regional-Rat
Folgende Regionen sind Mitglieder des Barentsregionalrats:
- Norwegen: Nordland, Troms und Finnmark
- Finnland: Kainuu, Lappland, Oulu und Nordkarelien
- Russland: Oblast Murmansk, Oblast Archangelsk, Republik Karelien, Autonomer Kreis der Nenzen, Republik Komi
- Schweden: Norrbotten, Västerbotten

Beobachterstatus haben der Council of Christian Churches in the Barents Region (deutsch etwa: Rat der christlichen Kirchen in der Barentsregion) sowie die Parliamentary Association of North West Russia (deutsch etwa: Parlamentarische Vereinigung von Nordwestrussland).

## Arbeitsgruppe der indigenen Völker
Die Samen (Norwegen, Schweden, Finnland und Russland), Nenzen und Wepsen (beide Russland) arbeiten in der Arbeitsgruppe der indigenen Völker mit und beraten sowohl den BEAC als auch den BRC. Die Arbeitsgruppe unterhält seit 2003 ein Kontaktbüro in Murmansk.